# Stazione di Francoforte sul Meno Konstablerwache
La stazione di Francoforte sul Meno Konstablerwache (in tedesco Frankfurt (Main) Konstablerwache) è una delle maggiori stazioni ferroviarie di Francoforte sul Meno.
Sita ai margini del quartiere di Innenstadt (centro), prende il nome dall'adiacente piazza "Konstablerwache".

## Storia
La stazione ferroviaria venne attivata il 28 maggio 1983, al prolungamento del passante ferroviario fino ad allora attestato alla stazione di Hauptwache.

## Movimento
La stazione di Konstablerwache è servita dalle linee S1-S2-S3-S4-S5-S6-S8 e S9 della S-Bahn e dalle linee U4, U5, U6 e U7 della U-Bahn.